# Anchoa mitchilli
Anchoa mitchilli is een straalvinnige vis uit de familie van ansjovissen (Engraulidae), orde van haringachtigen (Clupeiformes). De vis kan een lengte bereiken van 10 centimeter.

## Leefomgeving
Anchoa mitchilli komt in zeewater en brak water voor. De soort komt voor in subtropische wateren in de Atlantische Oceaan op een diepte tot 36 meter.

## Relatie tot de mens
Anchoa mitchilli is voor de visserij van beperkt commercieel belang. In de hengelsport wordt er weinig op de vis gejaagd.